# Arctia bifurcata
Arctia bifurcata là một loài bướm đêm thuộc phân họ Arctiinae, họ Erebidae.